# Justin Morneau
Pour les articles homonymes, voir Morneau.
Justin Ernest George Morneau (né le 15 mai 1981 à New Westminster, Colombie-Britannique, Canada) est un joueur de premier but ayant évolué en Ligue majeure de baseball de 2003 à 2016.
Il a remporté le trophée du meilleur joueur de Ligue américaine en 2006 et compte quatre sélections au match des étoiles (2007, 2008, 2009 et 2010) avec son ancien club, les Twins du Minnesota. Avec une moyenne au bâton de ,319 il est champion frappeur de la Ligue nationale en 2014.

## Carrière

### Débuts

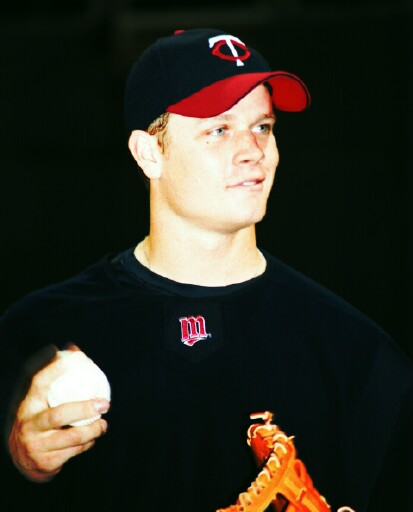
Justin Morneau en 2003.

Justin Morneau est diplômé de l'École secondaire de New Westminster en 1999, où il est élu Athlète de l'année 1999. En 1997 et 1998, son équipe remporte le titre national et il est nommé Meilleur frappeur et Meilleur receveur de la finale 1998. 
Gardien de but au hockey, il fait partie de l'équipe des Winterhawks de Portland qui remporte en 1998 la Coupe Memorial comme meilleure équipe de hockey junior au Canada. Morneau n'est cependant que substitut : il est en fait le 3e gardien de l'équipe. Au cours de sa carrière au Minnesota, Morneau portera d'ailleurs le numéro d'uniforme 33 en l'honneur de son idole, l'ancien gardien de but de la LNH, Patrick Roy.
Il est sélectionné par les Twins du Minnesota au troisième tour de la draft 1999 des Ligues majeures de baseball (89e choix global). Il commence sa carrière en ligue mineure au poste de frappeur désigné[réf. nécessaire], puis alterne entre receveur et premier but en 2000. En 2001, il ne joue qu'au premier but et partage sa saison entre les équipes de niveau A et AA. Il participe à la Coupe du monde de baseball aux postes de receveur et de premier but. En 2002, il joue une saison complète avec les Rock Cats de New Britain. Il frappe 16 circuits (meilleur total de l'équipe) et produit 80 points en 126 matchs. L'année suivante, il commence la saison à New Britain (Connecticut), puis est promu en Ligue internationale avec les Red Wings de Rochester.

### Twins du Minnesota

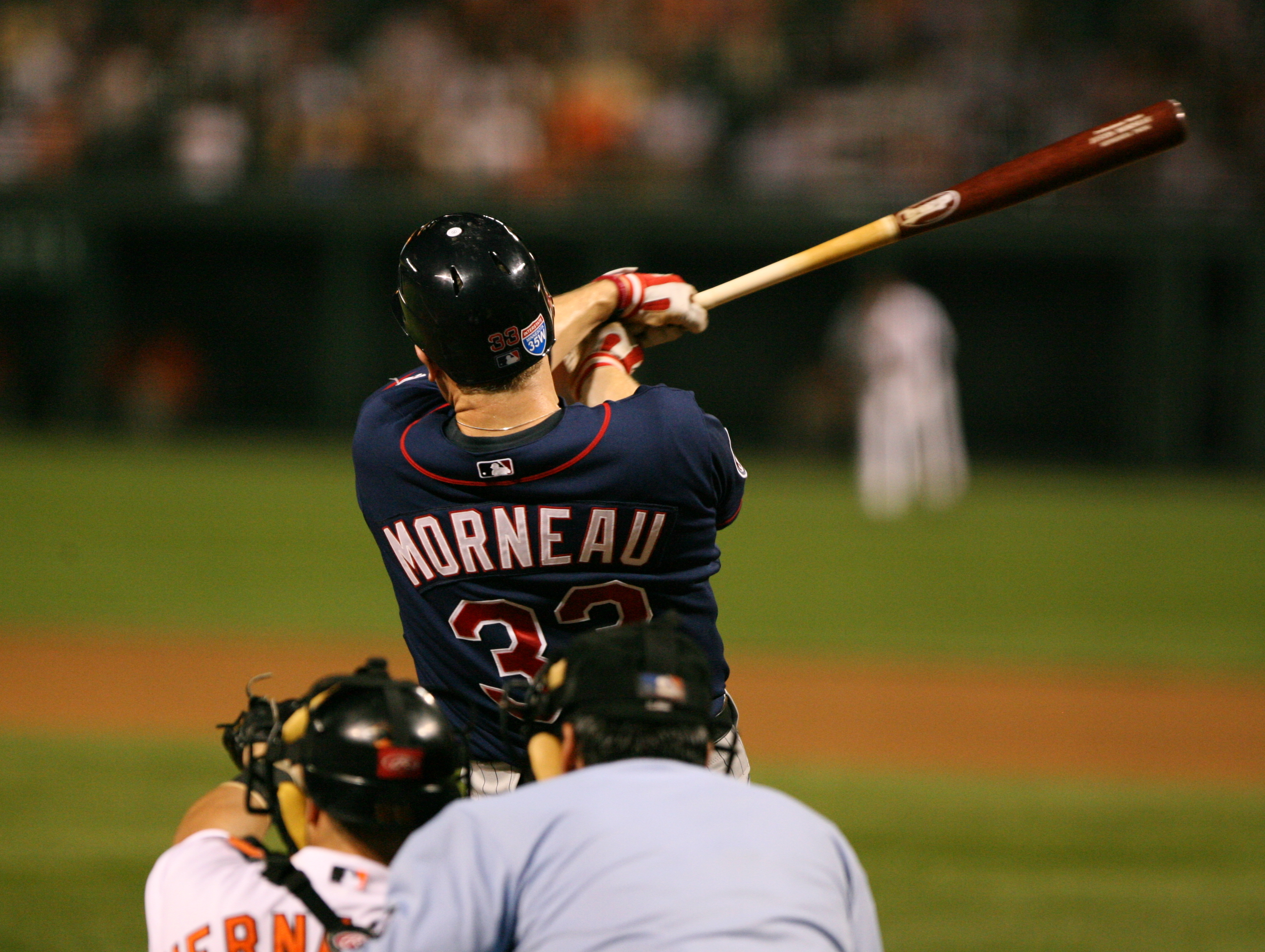
Justin Morneau s'élance en 2007 dans un match contre les Orioles de Baltimore.

#### Saison 2003
Ses performances lui valent d'intégrer l'effectif des Twins comme frappeur désigné en juin et juillet. Il débute en Ligue majeure le 10 juin 2003 face aux Rockies du Colorado en frappant deux coups sûrs pour quatre présences au bâton. Utilisé comme frappeur d'urgence, sa moyenne au bâton diminue au cours des matchs et il retourne à Rochester au mois d'août. Il est rappelé en Ligue majeure pour la fin de saison et participe à 9 matchs.
Il joue pour la première fois en séries éliminatoires et produit 2 points en 4 matchs dans la Série de divisions où les Twins sont battus par les Yankees de New York.

#### Saison 2004
En 2004, il confirme son niveau en Ligue internationale avec un mois d'avril où il accumule 8 doubles, 6 circuits et 20 points produits pour Rochester. Il rejoint les Twins pour 7 matchs à la fin mai au poste de frappeur désigné puis retourne à Rochester. En juillet, il profite d'une blessure de Doug Mientkiewicz, titulaire au premier but, pour revenir en Ligue majeure. Ses performances lui valent de prendre la place de Mientkiewicz qui est transféré aux Red Sox de Boston le 31 juillet. Il conserve le poste de premier but jusqu'à la fin de la saison. Au total en 74 matchs, il frappe 19 circuits et produit 58 points avec une moyenne au bâton de 0,271. Il ne commet que 3 erreurs sur 523 retraits en défense.

#### Saison 2005
Pour la première fois en 2005, il commence la saison lors du match d'ouverture contre les Mariners de Seattle. Deux jours plus tard, il est touché à la tête par un lancer de Ron Villone des Mariners et doit s'arrêter pour 15 jours. Il finit la saison comme deuxième meilleur frappeur de circuits (22) et meilleur producteur de points (79), même si moyenne au bâton descend à 0,239.

#### Saison 2006

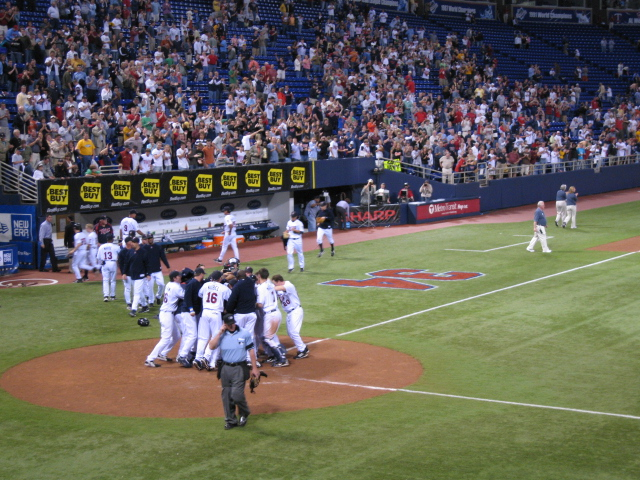
Morneau fêté par ses coéquipiers des Twins après un coup de circuit au Metrodome en 2006.

Juste avant le début de la saison 2006, Morneau participe à la première édition de la Classique mondiale de baseball avec l'équipe du Canada. Il frappe 3 doubles et produit 2 points en 3 matchs.
Après un début de saison laborieux (0,208 de moyenne au bâton en avril) avec les Twins, il se réveille en juin (0,364, 10 circuits) et surtout en juillet (0,410, 8 circuits). Il est alors parmi les meilleurs frappeurs de Ligue nationale pour la moyenne au bâton, les points produits et les coups de circuits. Le 9 août 2006, il devient le premier joueur de la franchise à frapper 30 circuits en une saison depuis 1987. Morneau termine avec 34 circuits, 131 points produits (2e de Ligue américaine) et une moyenne de 0,321 (6e de Ligue américaine). Le 9 novembre, il remporte son premier trophée Silver Slugger pour un joueur de premier but et le 21 novembre, il décroche le trophée de Meilleur joueur de Ligue américaine devant Derek Jeter. Il est le quatrième joueur de la franchise à remporter ce trophée et le deuxième joueur canadien à être honoré par un trophée de Meilleur joueur en Ligue majeure après Larry Walker en 1997.
Morneau poursuit ses succès de la saison régulière jusqu'en séries éliminatoires alors qu'il maintient une moyenne au bâton de ,417 et une moyenne de puissance de 1,000 avec deux circuits et deux points produits en trois matchs contre les Athletics d'Oakland. Minnesota s'incline toutefois dans cette Série de divisions.
Morneau et son coéquipier des Twins Joe Mauer, qui sera nommé joueur par excellence quelques années plus tard, en 2009, reçoivent le surnom The New M&M Boys en référence aux M&M Boys des Yankees de New York, Roger Maris et Mickey Mantle, au début des années 1960. 

#### Saison 2007
En mai 2007, il est élu Meilleur joueur du mois en Ligue américaine pour la première fois de sa carrière. Le 1er juillet, il est sélectionné pour son premier match des étoiles grâce aux votes des joueurs de MLB. Cinq jours plus tard,  pour la première fois de sa carrière, il frappe trois circuits dans le même match contre les White Sox de Chicago. Le premier circuit est aussi son 100e en carrière.
Avec 31 circuits et 111 points produits en 2007, il honore sa première sélection à la partie d'étoiles. Sa moyenne au bâton encaisse cependant une importante baisse : elle se chiffre à ,271.

#### Saison 2008
En 2008, Morneau joue tous les matchs de saison régulière des Twins, soit 163 puisque l'équipe se qualifie pour les éliminatoires en remportant un match-suicide sur les White Sox de Chicago. Avec 23 circuits, 129 points produits et une moyenne au bâton de ,300 Morneau est une fois de plus l'un des meilleurs joueurs du baseball. Invité à son second match d'étoiles, il gagne son deuxième Bâton d'argent et termine 2e au vote désignant le joueur par excellence de la ligue, derrière le lauréat Dustin Pedroia des Red Sox de Boston.

#### Saison 2009

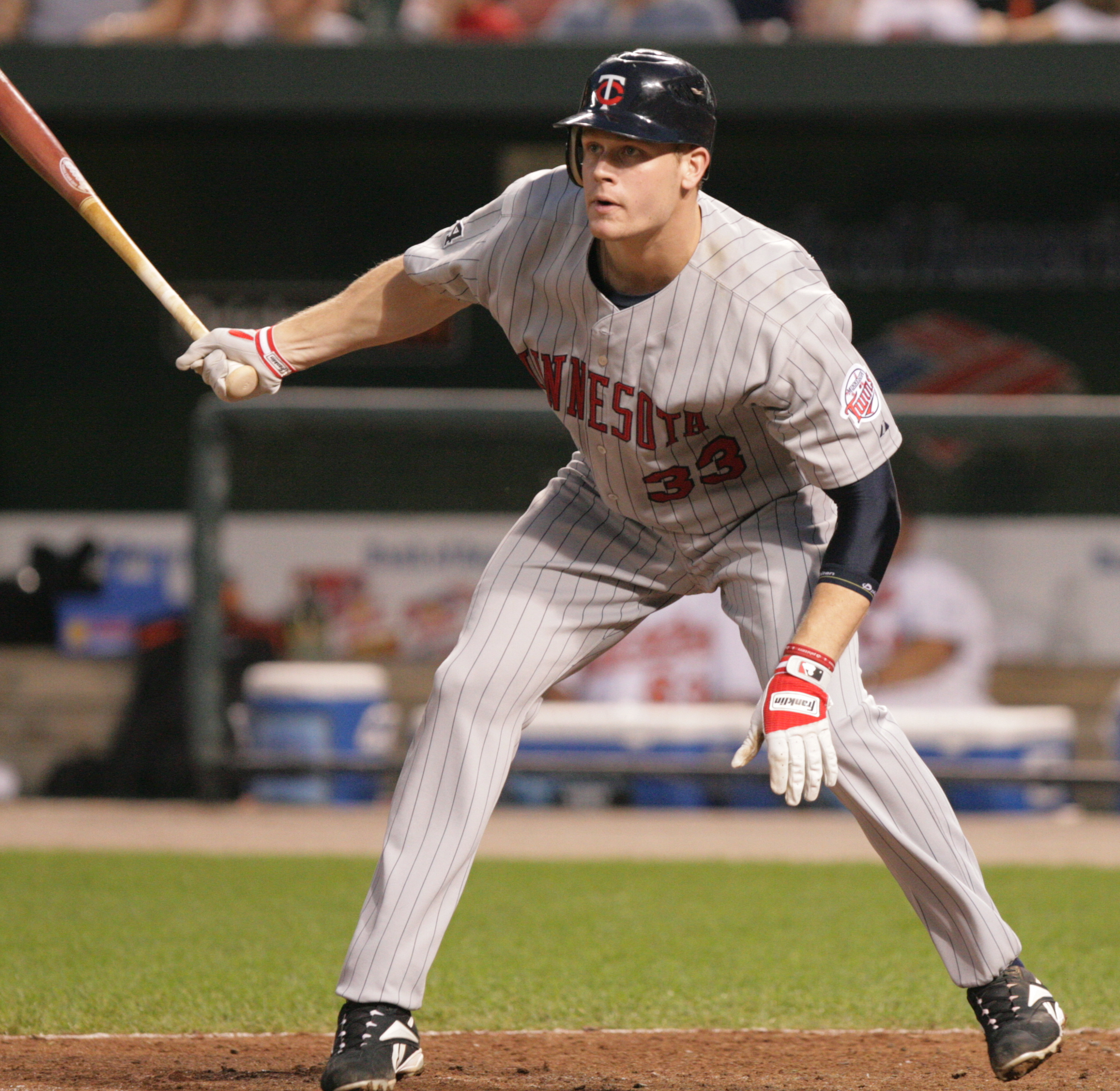
Justin Morneau est le premier Canadien élu joueur par excellence de la Ligue américaine.

Avec 100 points produits en 2009, Justin Morneau atteint ce nombre pour la quatrième année de suite. Il frappe 30 circuits et est invité pour la troisième fois en trois ans au match d'étoiles.

#### Saison 2010
Morneau connaît une superbe première moitié de saison 2010 avec 18 circuits, 56 points produits et une moyenne au bâton de ,345 en 81 matchs. Il reçoit une 4e invitation au match des étoiles et, pour la première fois, les fans de baseball le choisissent comme joueur de premier but de la formation partante de l'équipe d'étoiles de la Ligue américaine. Il déclare toutefois forfait pour cette partie d'étoiles du 13 juillet à Anaheim puisque le 7 juillet il subit une commotion cérébrale lorsqu'il reçoit un coup de genou accidentel à la tête en tentant d'empêcher un double jeu dans le match face aux Blue Jays de Toronto. L'incident sera lourd de conséquences pour le joueur des Twins : souffrant de syndrome post-commotionnel, il ne revient pas au jeu en 2010 et les symptômes gâchent aussi la saison suivante.

#### Saison 2011
Le retour au jeu de Morneau en 2011 est marqué par plusieurs absences. Une blessure au poignet gauche le force à l'inactivité en juin et, durant son absence, l'équipe annonce qu'il doit subir une opération à la nuque, conséquence d'une hernie discale. Il ne joue pas du 9 juin au 12 août et, 14 parties après son retour, il est de retour parmi les joueurs blessés. Des chirurgies mineures au genou gauche et au pied droit mettent un terme à une frustrante saison.
Morneau ne dispute finalement que 69 parties et sa moyenne au bâton se chiffre à ,227 à peine. Il réussit 4 circuits et produit 30 points.
Dans une interview en décembre, Morneau admet toujours ressentir des symptômes de la commotion cérébrale subie en juillet 2010.

#### Saison 2012
De retour avec les Twins en 2012, Morneau joue sur une base régulière et est aligné dans 134 parties. Il frappe 19 circuits, produit 77 points et affiche une moyenne au bâton de ,267 à sa dernière saison complète au Minnesota.

## Pirates de Pittsburgh
Le 31 août 2013, les Twins échangent Justin Morneau aux Pirates de Pittsburgh contre le voltigeur Alex Presley. Avec les Pirates, Morneau porte le numéro d'uniforme 66, arboré à Pittsburgh par le légendaire hockeyeur Mario Lemieux.
Morneau frappe pour ,259 avec 17 circuits et 77 points produits en 2013, où il dispute 127 rencontres pour les Twins et les 25 dernières de saison régulière avec Pittsburgh.
Il participe aux séries éliminatoires pour la première fois en 7 ans et obtient 7 coups sûrs, 6 simples et un double, en 24 présences au bâton lors des 6 matchs disputés face à Cincinnati et Saint-Louis. Il marque 4 points et récolte un but-sur-balles pour aller avec cette moyenne au bâton de ,292 en éliminatoires.

## Rockies du Colorado
Le 13 décembre 2013, Justin Morneau, qui est agent libre, signe un contrat de 12,5 millions de dollars pour deux ans avec les Rockies du Colorado. Il choisit chez les Rockies le numéro d'uniforme 33 qu'il avait porté chez les Twins, après avoir reçu l'approbation de l'ancien joueur étoile qui avait porté au Colorado ce numéro, Larry Walker, originaire de Colombie-Britannique au Canada à l'instar de Morneau.
Il remporte le championnat des frappeurs de la Ligue nationale en 2014 grâce à une moyenne au bâton de ,319. C'est la 5e meilleure moyenne des majeures. Il est 7e de la Nationale avec une moyenne de présence sur les buts de ,496 et 7e avec une OPS de ,860. En 135 matchs des Rockies, il réussit 160 coups sûrs, son plus grand nombre en une année depuis 2008. Ses 82 points produits représentent son meilleur total depuis 2009. Il réussit 32 doubles et 17 coups de circuit. Il reçoit deux votes au scrutin désignant le joueur par excellence de la Ligue nationale.